# 咬人猫 (艺人)
宋璇（1988年3月24日—），网名咬人猫，是中国大陆女性舞者，居住在四川省成都市，舞姬組合“155小分隊”成員之一。其主要将舞蹈视频投稿于弹幕视频网站Bilibili。其舞蹈作品长期占据Bilibili舞蹈区榜首。此外，在日本网站niconico最受期待的舞姬中也有她的排名。

## 个人经历
- 2013年，咬人貓曾參加《暴走大事件》第三季-第20期番外篇《暴走好聲音》的拍攝。[1]。與赤久玖、有咩醬組成的“155小分隊”參與嗶哩嗶哩2015年新年祭（3p開頭前3′17″）。
- 2015年，参加《Bilibili Micro Link 2015》[2]
- 2016年，咬人猫與千本露露參與了嗶哩嗶哩2016拜年祭。